# Dontonio Wingfield
Pour les articles homonymes, voir Wingfield.
Dontonio B. Wingfield, né le 23 juin 1974 à Albany en Géorgie, est un ancien joueur américain de basket-ball. Il évolue durant sa carrière aux postes d'ailier et d'ailier fort.